# Клоке (Миннесота)
Клоке (англ. Cloquet) — город в округе Карлтон, штат Миннесота, США. На площади 93,2 км² (91,3 км² — суша, 1,9 км² — вода), согласно переписи 2000 года, проживают 11 201 человек. Плотность населения составляет 122,7 чел./км².
- Телефонный код города — 218
- Почтовый индекс — 55720
- FIPS-код города — 27-12160[2]
- GNIS-идентификатор — 0641345[3]